# Louis Joinet
Louis François Marie Joinet, més conegut com a Louis Joinet, (Nevers, 26 de maig de 1924 - París, 22 de setembre de 2019) va ser un jurista occità, expert independent vinculat a la Comissió de Drets Humans de les Nacions Unides.

## Trajectòria
Nascut el 26 de maig de 1924 a Nevers, el seu pare va ser un acàdemic nacionalista i monàrquic d'extrema dreta Action Française que acabar donant suport al socialista François Mitterrand. De jove va practicar l'escoltisme. Al començament dels anys 1950, va iniciar la seva trajectòria com a educador social i va ajudar a joves del Quartier des Halles de París. Durant la guerra d'Algèria es va encarregar de l'ensenyament dels suboficials de carrera. L'any 1961, ja amb la guerra finalitzada, va començar a estudiar dret. Això el va portar fins a l'Escola Nacional de Magistratura i en va sortir graduat l'any 1966.
L'any 1968 va funda el Sindicat de la Magistratura, entitat corporativa de tendència d'esquerra. Al començament de la seva carrera, es va interessar pels orígens de la informàtica per tal d'avaluar l'impacte d'aquestes tecnologies en el dret. També va ser un dels representants de França al Consell d'Europa. L'abril del 1972 va defensar el rebuig dels habitants del Larzac a la decisió institucional d'ampliar el camp militar situat al municipi. D'inici va aconsellar jurídicament l'operació «Llibrets Militars», un acció d'insubmissió en la qual diversos centenars de pagesos reexpedissin els seus llibrets militars. Aquesta campanya no-violenta va tenir una gran acceptació: 1030 llibrets van ser lliurats a la presidència del Parlament europeu. Des del vessant jurídic va continuar obstaculitzant l'ampliació del camp militar de les terres del Larzac amb la creació dels GFA, els agrupaments immobiliaris agrícoles van tenir per idea la de fer comprar petites parcel·les d'un metre quadrat a simpatitzants a més d'un sol posseïdor, particularment cobejades per l'exèrcit. L'operació de les GFA va pretendre complexificar com a màxim el procediment d'expropiació per tal de crear un autèntic malson per l'administració. L'operació va ser un èxit i l'any 1981, François Mitterrand, recentment electe, va renunciar a l'aquesta ampliació.
Després de l'escàndol SAFARI, i a petició de Bernard Tricot, llavors membre del Consell d'Estat de França, va redactar la part internacional - diagnòstic i perspectives - de l'informe Tricot. Aquest informe va donar naixement a la Llei d'informàtica i llibertats. A continuació va participar de manera activa en la redacció de la llei relativa a la informàtica, als fitxers i a les llibertats del 6 de gener de 1978. Després de la votació de la llei va ser el primer director jurídic de la Comissió nacional de la informàtica i de les llibertats fins que en va ser acomiadat el desembre 1980, fet que va provocar un escàndol mediàtic. També va ser conseller dels primers ministres de François Mitterrand entre 1981 i 1993: Pierre Mauroy, Laurent Fabius, Jacques Chirac, Michel Rocard, Édith Cresson, Pierre Bérégovoy i Édouard Balladur. L'any 1993, en el moment de la Guerra de Bòsnia, va ser anomenat adjunt al Relator especial de l'ONU a la situació dels drets humans al país i, amb aquest títol, va intervenir a molts mitjans de comunicació per alertar de la situació de les poblacions civils.
Al final de la dècada de 1980, a les acaballes dels Anys de plom a Itàlia, va ser un dels promotors, amb l'advocat Jean-Pierre Mignard i el filòsof Félix Guattari, de la doctrina dita Mitterrand d'acollida de joves activistes d'extrema esquerra italians que surtien de la clandestinitat. També va jugar un rol important de negociador amb membres d'Euskadi Ta Askatasuna (ETA) investigats per presumptes delictes de terrorisme. Diversos anys després, el Col·lectiu de Víctimes del Terrorisme al País Basc (COVITE) va denunciar-lo a l'Audiència Nacional espanyola per la seva participació el 2017 en un acte a Baiona i, en conseqüència, presumptament haver «obstaculitzat la detenció» d'alguns d'aquells militants. Concretament va participar en l'acte de desarmament d'ETA, del que posteriorment va manifestar que «a l'Estat li incumbeix el "deure de recordar", per protegir-se contra aquestes tergiversacions de la història que porten per nom revisionisme i negacionisme; en efecte, el coneixement per un poble de la història de la seva opressió forma part del seu patrimoni i cal conservar-lo. Aquests són els principals objectius del dret a saber com a dret col·lectiu».
A partir de 1995, a títol voluntari i en representació de l'Oficina de l'Alt Comissariat de les Nacions Unides per als Drets Humans, va visitar 174 llocs de detencions al món i els seus informes van alimentar molts comunicats de la Federació Internacional pels Drets Humans i d'Amnistia Internacional. L'any 1997 va ser autor dels principis contra la impunitat de l'esmentada oficina de Nacions Unides, també anomenats «principis Joinet», que formen part dels principis de la justícia transicional. Els «principis Joinet» són principis de lluita contra la impunitat de les violacions dels drets humans. Es subdivideixen en tres pilars: el dret de les víctimes a saber la veritat, el dret a la justícia i el dret de les víctimes a la reparació.
L'any 2007 va signar la «crida dels intel·lectuals» apel·lant al vot per Ségolène Royal i, l'any 2012, des d'una tribuna titulada Pour une nouvelle république va demanar el vot pel candidat François Hollande. L'any 2011, el periodista i productor Frantz Vaillant va realitzar una pel·lícula documental de 55 minuts titulada Un certain monsieur Joinet, que li ret un homenatge a partir de la seva vida i trajectòria en la defensa dels drets humans. L'any 2013 va publicar les seves memòries. Un dels personatges de la sèrie de televisió francesa Sanctuaire, emesa l'any 2015, que aborda de prop el rol de França en la temptativa de negociacions, al mig dels anys 1980 entre ETA i Espanya, està inspirat en Louis Joinet.

### Vida privada
Va ser l'espòs de Germaine Joinet, metgessa i militant de diverses associacions socials, morta l'any 2008.